# Сезам (театр)
Театр кукол «Сезам» — детский театр ростовых кукол в Алма-Ате, Казахстан.

## История
Театр кукол «Сезам» был основан Кайратом Баяновым в 1997 году. Театр ориентирован преимущественно на детскую публику. Это был первый театр в Казахстане, который начал работать с ростовыми куклами, первая партия которых была заказана в Америке. По состоянию на 2018 год театр располагает 50 ростовыми куклами.
3 марта 1997 года была показана первая сценическая программа «Снимается кино». Этот день по считается Днём рождения кукольного театра. После этого театр сконцентрировался на новогодних представлениях, которые проходили на сцене Казахского театра драмы им. Ауэзова, некоторые представления проводились на сцене ДК АХБК. Во многих программах театра кукол принимал участие детский хореографический ансамбль «Забавка» под руководством балетмейстера В. Пурыги.
В 2018 году вследствие конфликта интересов не был подписан договор на аренду помещений между театром кукол и Казахским театром драмы, вследствие чего был проведён только благотворительный спектакль в ТРЦ «Гранд Парк».
Помимо новогодних представлений театр кукол предоставляет часовую шоу-программу для детских мероприятий.

## Репертуар
Репертуар театра кукол представляет собой программы «Снимается кино» (1997), «Микки Маус и его друзья в гостях у театра «Сезам» (1998), «Куклы-шоу» (2000) и «Путешествие в страну кукол» (2001).
Новогодний репертуар представляет собой представления как по собственным сценариям, так и по классическим сказкам. Это программы «Санта-Мороз и К» (1997), «Новогодние приключения гномов» (1998), «Укрощение дракона» (1999), «Похищение века» (2000), «Карлик Нос» (2001), «Несносный слонёнок» (2002), «Щелкунчик и Мышиный Король» (2003), «Белоснежка и семь гномов» (2004), «Когда куклы смеются» (2006), «Сказка о потерянном желании» (2007), «Однажды в Америке» (2008), «Санта-Мороз и Ко», «Братец Лис и братец Кролик», «Снежная королева» (2016).